# Fixed (filme)
Fixed (bra: O Dia da Castração) é um futuro filme de animação adulta do gênero comédia americano produzido pela Sony Pictures Animation e a New Line Cinema. Produzido, escrito e dirigido por Genndy Tartakovsky, este é o primeiro filme para adultos da Sony Animation, bem como a ter animação tradicional, sob o serviço da Renegade Animation.

## Sinopse
A história de um cão que descobre que será castrado.

## Produção

### Desenvolvimento
Em 2010, após o cancelamento da série Titã Simbiônico, Genndy Tartakovsky apresentou aos executivos da Sony Pictures Animation um filme chamado Fixed, uma comédia de animação adulta sobre cães que estariam prestes a ser castrados. Quando a liderança do estúdio mudou, eles rejeitaram a ideia. Mas eles perguntaram se ele poderia dar uma olhada em outros projetos que o estúdio tinha em desenvolvimento, incluindo um que estava se mostrando difícil de avançar na produção, Hotel Transilvânia, que acabou sendo lançado em 2012 com Tartakovsky como diretor.
Em julho de 2018, o filme foi revivido, com Tartakovsky contratado para produzir, escrever e dirigir. A produção do filme começou em julho de 2022, com a New Line Cinema se juntando como produtora.
Tartakovsky disse que não queria que o filme dependesse de piadas da cultura pop e, em vez disso, apresentasse mais humor focado no protagonista, o que ele sentiu que permitiria que Fixed se destacasse entre os filmes de animação para adultos.

#### Animação
O filme será feito principalmente com animação tradicional, sendo o primeiro filme desenhado à mão a ser produzido pela Sony Pictures Animation, que teve produção fornecida pela Renegade Animation. Em dezembro de 2022, Tartakovsky disse que pretendia que a animação fosse uma reminiscência de A Dama e o Vagabundo (1955). A produção começou em julho de 2022 e só foi concluída em setembro de 2023.

## Lançamento
Em julho de 2022, Tartakovsky disse que esperava que o filme fosse lançado no verão de 2023 nos Estados Unidos, o que não foi confirmado devido à demora na conclusão da produção.
Em 16 de abril de 2025, a Netflix adquiriu os direitos de distribuição do filme, agendando seu lançamento para 13 de agosto. Em um artigo exclusivo do TheWrap, foi revelado que o filme foi descartado em 2023, após ser concluído no mesmo ano. Em janeiro de 2024, a Netflix pareceu estar desinteressada, já que a equipe de filmes de animação do streamer está focada em filmes voltados para a família. Tartakovsky se ofereceu para alugar uma sala de cinema por três meses e pagar por isso. No início de 2025, a equipe de séries de animação da Netflix, liderada por John Derderian (que supervisiona a animação adulta do streamer), se envolveu e, em poucas semanas, o filme foi vendido para o streamer. Fixed terá sua estreia mundial em 11 de junho de 2025, no Festival de Cinema de Animação de Annecy de 2025.